# 天野良太郎
天野 良太郎（あまの りょうたろう、1864年7月19日〈元治元年6月16日〉 - 没年不明）は、日本の医師。専門は内科。広島市医師会会長。族籍は広島県平民。

## 経歴
広島県・天野環の長男。広島藩校の流れをくむ私立浅野学校（現：修道中学校・高等学校）に学ぶ。広島中学校卒業。のちに医を志して上京し東京医科大学別課を1887年5月に卒業した。広島甲種医学校教諭に任じられ広島病院司療医を兼任した。1889年、尾道病院長に栄転し5年余在職し、監獄医を兼ねた。
1894年、家督を相続した。同年広島市西魚屋町で医院を開業した。天野医院長として名声を馳せたという。広島市医師会長を務めた。

## 人物
『広島県紳士名鑑』では「性謹直、才気溌剌であり英智群れを抜いていた」と評価されている。本籍は広島市西魚屋町。処世の信条は、至誠一貫。趣味は読書。

## 家族・親族
天野家
- 父・環[4]
- 妹
  - コト（兵庫、山岸幹の妻）[4]
  - サタ（広島士族、長谷川捨次郎の妻）[4]
  - タミ（愛知、天野謹の妻）[4]
  - タツノ（東京士族、荒島正一の妻）[4]
  - フミ（広島、栗村数之助の妻）[4]
- 弟・進作（1883年 - ?、医師[4][8]、天野精神病院長[4]、宗教は真宗[8]、分家[4]）
- 男・勲[4]（1890年 - ?、医師、医学博士[6][9]、大阪医科大学卒業[4]、市立衛生試験所長、舟入病院、畑賀病院各院長[6][8]）
- 二男・顕二[3][10]（1898年 - ?、高田商会員[10]） - 1924年に明治大学商学部を卒業する[10]。
- 孫[8]